# Doddamadenahalli, Mulbagal
Doddamadenahalli là một làng thuộc tehsil Mulbagal, huyện Kolar, bang Karnataka, Ấn Độ.